# Санислоп (Вашингтон)
Санислоп (енгл. Sunnyslope) насељено је место без административног статуса у америчкој савезној држави Вашингтон.

## Демографија
По попису из 2010. године број становника је 3.252, што је 731 (29,0%) становника више него 2000. године.
| Група             | 2000.         | 2010.         |
| Белци             | 2.256 (89,5%) | 2.838 (87,3%) |
| Афроамериканци    | 4 (0,2%)      | 8 (0,2%)      |
| Азијати           | 33 (1,3%)     | 44 (1,4%)     |
| Хиспаноамериканци | 167 (6,6%)    | 281 (8,6%)    |
| Укупно            | 2.521         | 3.252         |